# Yūsuke Hagihara
Yūsuke Hagihara (萩原 雄祐, Hagihara Yūsuke), né le 28 mars 1897 à Osaka et mort le 29 janvier 1979 à Tokyo, est un astronome japonais réputé pour ses contributions à la mécanique céleste.

## Biographie
Hagihara est diplômé en astronomie de l'université impériale de Tokyo en 1921 puis est nommé professeur assistant d'astronomie deux ans plus tard. En 1923 le gouvernement japonais l'envoie à l'étranger comme universitaire itinérant. Hagihara se rend à l'université de Cambridge afin d'étudier auprès du mathématicien H. F. Baker ainsi qu'à l'université de Göttingen et à la faculté des sciences de Paris. Il rentre au Japon en 1925 puis part aux États-Unis trois ans plus tard en vue d'étudier la théorie des systèmes dynamiques à l'université Harvard sous la direction de George David Birkhoff avec une bourse de la fondation Rockefeller.
Hagihara termine ses études à Harvard en 1929 et retourne de nouveau à l'université de Tokyo où, en 1930, il achève sa thèse de doctorat sur la stabilité des systèmes de satellites. Il est promu professeur à plein temps à l'université de Tokyo cinq ans plus tard. De 1945 à 1957, il est directeur de l'observatoire astronomique de Tokyo et par la suite professeur à l'université du Tōhoku (1957–1960) et président de l'université d'Utsunomiya (1961–1967). En 1961 il est élu vice-président de l'Union astronomique internationale et président de la commission de l'UAI sur la mécanique céleste.
Il se retire de toutes ses fonctions officielles, à l'exception de l'Académie japonaise des sciences, en 1967 et se consacre à l'écriture de son ouvrage en cinq volumes, « Mécanique céleste », rédigé à partir de ses notes de cours
Hagihara était considéré comme un homme calme et cultivé, un excellent professeur et un administrateur compétent,. L'astéroïde (1971) Hagihara porte son nom.
Il a souligné l'importance des modèles post-newtoniens pour la mécanique céleste, à savoir ceux développés par Georgi Manev.

## Honneurs
- Membre associé de la Royal Astronomical Society
- Président du comité national d'astronomie du Japon
- Membre de l'Académie japonaise des sciences
- Membre du Conseil des sciences du Japon.
- Personne de mérite culturel
- Récipiendaire de la Médaille James-Craig-Watson de l'Académie nationale des sciences des États-Unis (1960)
- (1971) Hagihara, astéroïde nommé en honneur

## Publications
- Yusuke Hagihara, Celestial mechanics : Dynamical principles and transformation theory (vol. 1), Cambridge, MIT Press, 1970, 720 p. (ISBN 0-262-08037-0)
- Yusuke Hagihara, Celestial mechanics : Perturbation theory (vol. 2, parts 1 and 2), Cambridge, MIT Press, 1972
- Yusuke Hagihara, Celestial mechanics : Differential equations in celestial mechanics (vol. 3, parts 1 and 2), Tokyo, Japan Society For the Promotion of Science, 1975
- Yusuke Hagihara, Celestial mechanics : Periodic and quasi-periodic solutions (vol. 4, parts 1 and 2), Tokyo, Japan Society For the Promotion of Science, 1976
- Yusuke Hagihara, Celestial mechanics : Topology of the three-body problem (vol. 5, parts 1 and 2), Tokyo, Japan Society For the Promotion of Science, 1977
- Yusuke Hagihara, Theories of equilibrium figures of a rotating homogeneous fluid mass, Washington, D.C., U. S. Government Printing Office, 1971